# Aeroportul Zalingei
Aeroportul Zalingei (IATA: ZLX, ICAO: HSZA) este un aeroport din Sudan ce deservește zona Zalingei⁠(d). A fost numit după zona deservită.
Situat la o altitudine de 900 m, aeroportul dispune de o singură pistă.